# Талапты (Таласский район)
Талапты (каз. Талапты) — село в Таласском районе Жамбылской области Казахстана. Входит в состав Бостандыкского сельского округа. Код КАТО — 316249400.

## Население
В 1999 году население села составляло 489 человек (257 мужчин и 232 женщины). По данным переписи 2009 года, в селе проживало 1379 человек (720 мужчин и 659 женщин).